# Eucyclops bryophilus
Eucyclops bryophilus – gatunek widłonoga z rodziny Cyclopidae, nazwa naukowa gatunku została po raz pierwszy opublikowana w 1950 roku przez szwedzkiego zoologa Knuta Lindberga.